# Aleksandr Roubets
Aleksandr Ivanovitch Roubets (en russe : Александр Иванович Рубец), né le 1er octobre 1837 (13 octobre dans le calendrier grégorien) à Tchouhouïv, en Ukraine, alors dans l'Empire russe, et mort le 28 avril 1913 (11 mai dans le calendrier grégorien), est un critique, folkloriste et pédagogue musical russe. Il a recueilli de nombreuses chansons traditionnelles.

## Biographie
Aleksandr Roubets fait ses études secondaires au premier gymnasium de Kiev (ru) au lycée Nejinski (ru), qu'il termine en 1861. Il est ensuite employé au tribunal pénal de Tchernigov. Après l'ouverture du conservatoire Rimski-Korsakov de Saint-Pétersbourg, en 1862, il s'y inscrit, d'abord dans la classe de chant de Piccioli, puis, sur les conseils d'Anton Rubinstein, dans la classe de théorie de Nikolaï Zaremba.
À la fin de ses études au conservatoire en 1866, il y est nommé enseignant, dans la classe de théorie élémentaire et de solfège. Il y enseignera la théorie musicale jusqu'en 1895, comme professeur à partir de 1879. Il enseigne en même temps le chant et la théorie de la musique à l'institut féminin de Saint-Pétersbourg. Entre 1877 et 1879, il donne également des leçons de chant à l'école normale de Saint-Pétersbourg.
En 1895, il est atteint de cataracte, et subit une opération le 21 mars. Il raccourcit après cette opération sa convalescence pour être présent aux examens de sa classe. C'est la cause d'une grave inflammation oculaire, qui débouchera sur une cécité complète en juin de cette même année.
Mis en congé, il s'installe à Starodoub, où il continue d'enseigner à temps partiel. Il poursuit également une activité créatrice et s'occupe de bienfaisance. 
Il pose comme modèle pour le tableau d'Ilia Répine Les Cosaques zaporogues écrivant une lettre au sultan de Turquie.
Il meurt le 28 avril 1913 (11 mai dans le calendrier grégorien). Il est enterré dans l'enceinte de l'Église de l'Ascension à Starodoub.

## Publications
Pédagogue, Aleksandr Roubets a écrit une série de manuels, au nombre desquels Méthode d'enseignement de la théorie élémentaire et du solfège («Метод преподавания элементарной теории и сольфеджио»- 1867), Recueil d'exercices pour une ou plusieurs voix («Сборник упражнений для одного и многих голосов» - 1870/1871), Recueil rythmique («Ритмический сборник» - 1873), Recueil d'exercices en plusieurs clés («Сборник упражнений в ключах» - 1874), Courte grammaire musicale («Краткую музыкальную грамматику» - 1875) et Alphabet musical («Музыкальную азбуку» - 1876). 
Le recueil Deux cent soixante chansons populaires ukrainiennes («Двести шестнадцать народных украинских напевов» -1872) est le plus important de ses travaux de folkloriste. Son matériel musical a été utilisé pour des arrangements ultérieurs par Piotr Ilitch Tchaïkovski, Nikolaï Rimski-Korsakov, Modeste Moussorgski, Filaret Kolessa et d'autres. 
Aleksandr Roubets est l'auteur d'autres recueils de chansons populaires et de danses russes et ukrainiennes. Au total, c'est environ 6000 morceaux qu'il a recueilli et transcrit. 